# Antxon Elosegi Vitoria

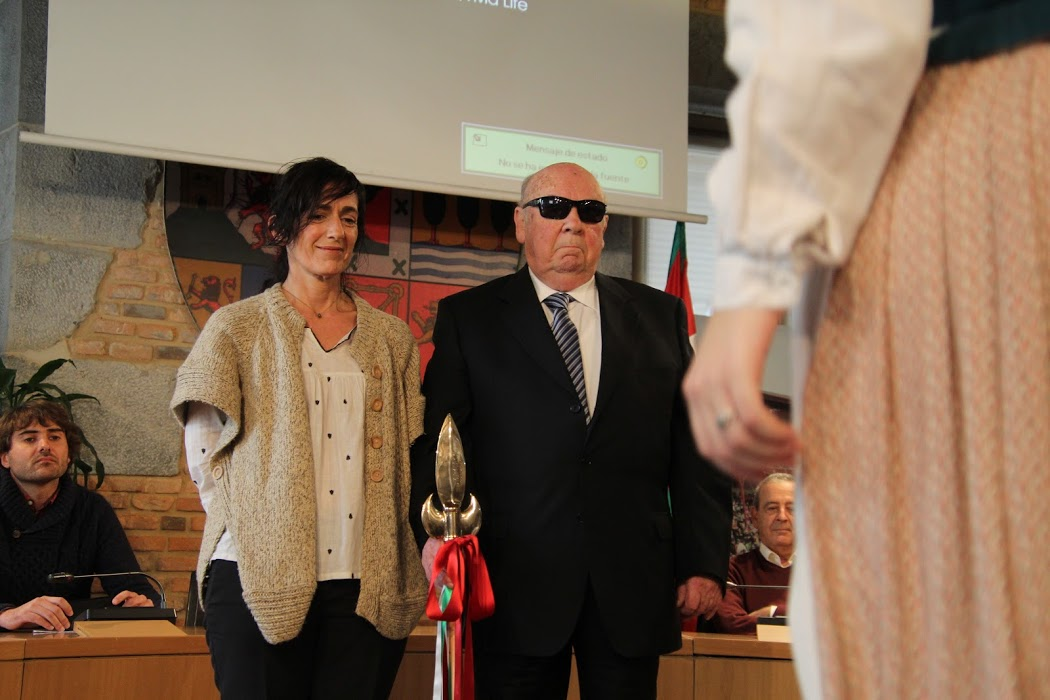
Antxon Elosegui junto a la alcaldesa Olatz Peon, en el homenaje del Ayuntamiento de Tolosa.

Antxon Elosegui Vitoria (Tolosa, 10 de febrero de 1932 - 8 de junio de 2024) fue un empresario y promotor cultural español, organizador cultural y festivo e impulsor de numerosas iniciativas. Estudió Perito Mercantil en el colegio del Sagrado Corazón y se ha dedicado durante toda su vida a la venta de material de construcción y saneamiento. También ha sido  promotor de viviendas.
Antxon Elosegui, fundador y primer presidente de CIT, ha participado en numerosas iniciativas populares, especialmente en el ámbito cultural, y en el CIT (Centro de Iniciativas Turísticas). En  1967 participó en la fundación del CIT y fue el primer presidente hasta 1974. En esta institución puso en marcha numerosas iniciativas, entre las que destacan el Certamen Coral, la Semana de Micología, los Juegos Olímpicos Escolares, el Festival de Títeres Titirijai, las Jornadas de Naturaleza Zumardi y las Jornadas de Viaje Amalur. En el 25⁰ aniversario del CIT fue uno de los principales impulsores del proyecto de esculturas de artistas vascos de primer nivel en las calles de Tolosa (Oteiza, Chillida, Basterretxea, Ugarte, Anda) y de la Kulturastea.
También participó en la organización de las fiestas de Carnaval en representación del CIT, sociedades Kabila y Casino, en la Tamborrada del Sábado Regular, entre otras.
Con una gran afición taurina (su padre fue uno de los fundadores de la Plaza de Toros de Tolosa y participó en varias novilladas en su juventud), ha colaborado la organización de corridas de toros en Tolosa y Haro, organizando entre 1990 y 2010 unas 40-50 corridas, logrando llenar la plaza de Tolosa en 1992 y 1999 y celebrando el centenario de la plaza en 2003.
Ha colaborado en varios proyectos solidarios con la ONG Behar Bidasoa en Congo y Ruanda, con el escolapio Iñaki Arriola a favor de los mapuches en Chile.
Aficionado a los viajes, ha visitado diferentes países del mundo y, tras su jubilación, realizó diversas excursiones en moto por España.
El Ayuntamiento de Tolosa, por acuerdo de todos los partidos políticos, le homenajeó en 2019.
En 2021, el escritor tolosarra Joxemari Iturralde ha publicado un libro basado en entrevistas realizadas con él.